# NGC 251
NGC 251 est une galaxie spirale située dans la constellation des Poissons. NGC 251 a été découverte par l'astronome germano-britannique William Herschel en 1784.

## Caractéristiques
Sa vitesse par rapport au fond diffus cosmologique est de 4 224 ± 23 km/s, ce qui correspond à une distance de Hubble de 62,3 ± 4,4 Mpc (∼203 millions d'al).
La classe de luminosité de NGC 251 est III et elle présente une large raie HI.
À ce jour, six mesures non basées sur le décalage vers le rouge (redshift) donnent une distance de 62,950 ± 4,161 Mpc (∼205 millions d'al), ce qui est à l'intérieur des valeurs de la distance de Hubble.
En raison d'une brillance de surface égale à 14,85 mag/am2, on peut qualifier NGC 251 de galaxie à faible brillance de surface (LSB en anglais pour low surface brightness). Les galaxies LSB sont des galaxies diffuses (D) avec une brillance de surface inférieure de moins d'une magnitude à celle du ciel nocturne ambiant.